# Aranžmá (hudba)
Aranžmá nebo aranžování (stř. rod, z francouzského arrangement) v hudbě znamená úpravu dříve složené skladby. Může jít například o úpravu skladby pro jiný nástroj, větší množství nástrojů či pro hlas. V populární hudbě aranžmá vzniká často přímo mezi hudebníky, u větších těles je potřeba mít přesná aranžmá.